# Steinkreuz nördlich von Wallesau

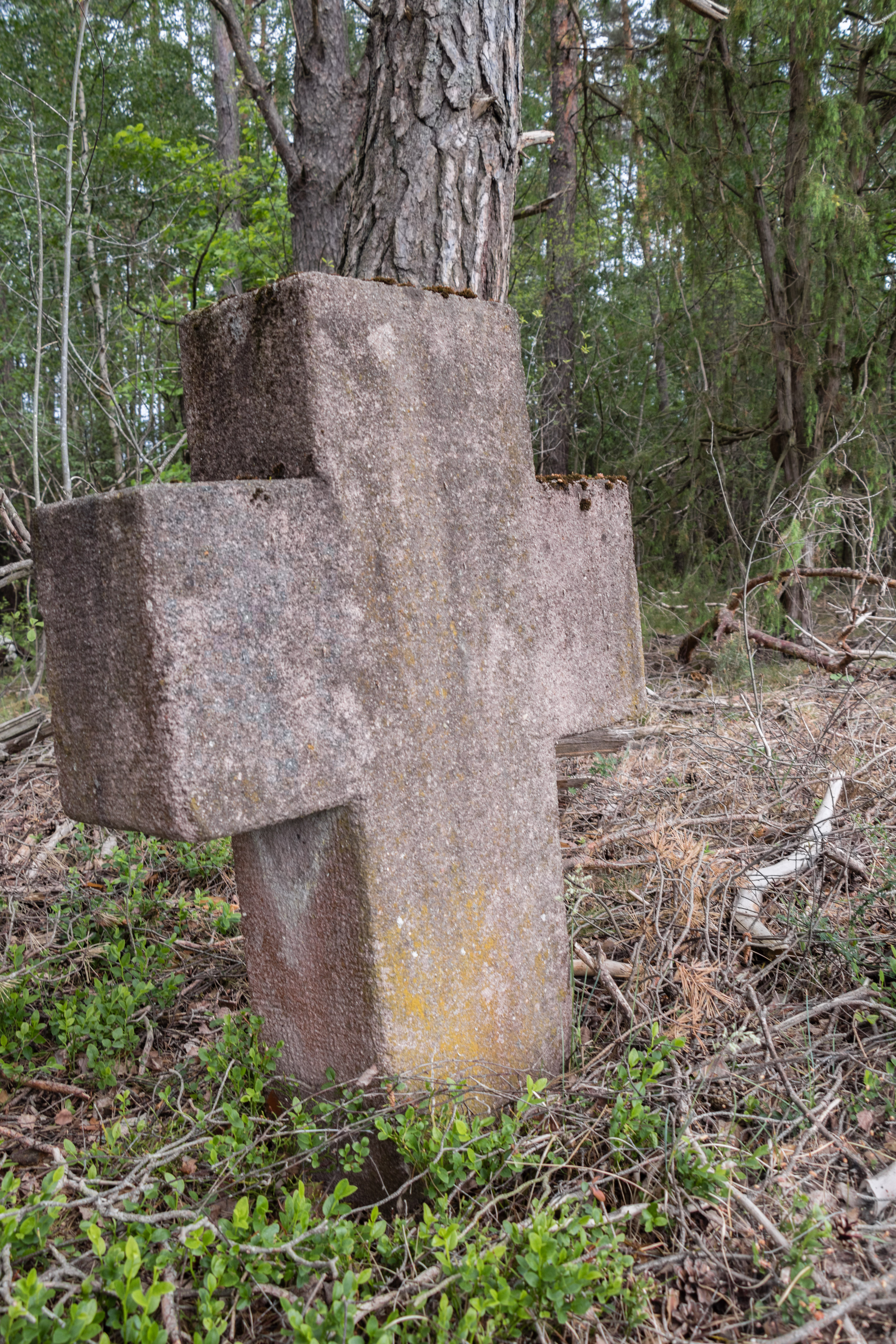
Steinkreuz nördlich von Wallesau

Das Steinkreuz nördlich von Wallesau ist ein Replikat eines historischen Sühnekreuzes bei Wallesau, einem Gemeindeteil der Stadt Roth im mittelfränkischen Landkreis Roth in Bayern.

## Beschreibung

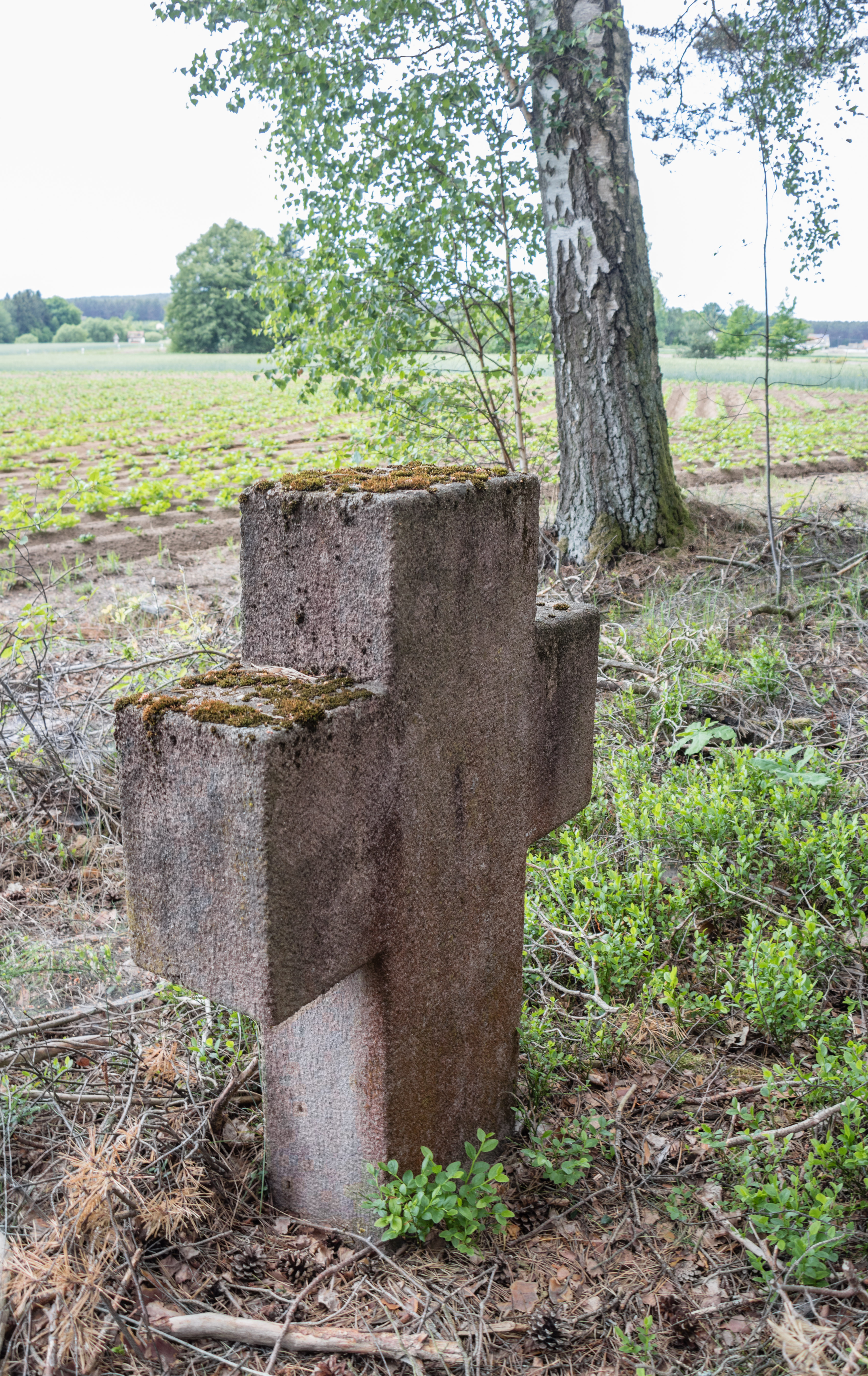
Rückseite

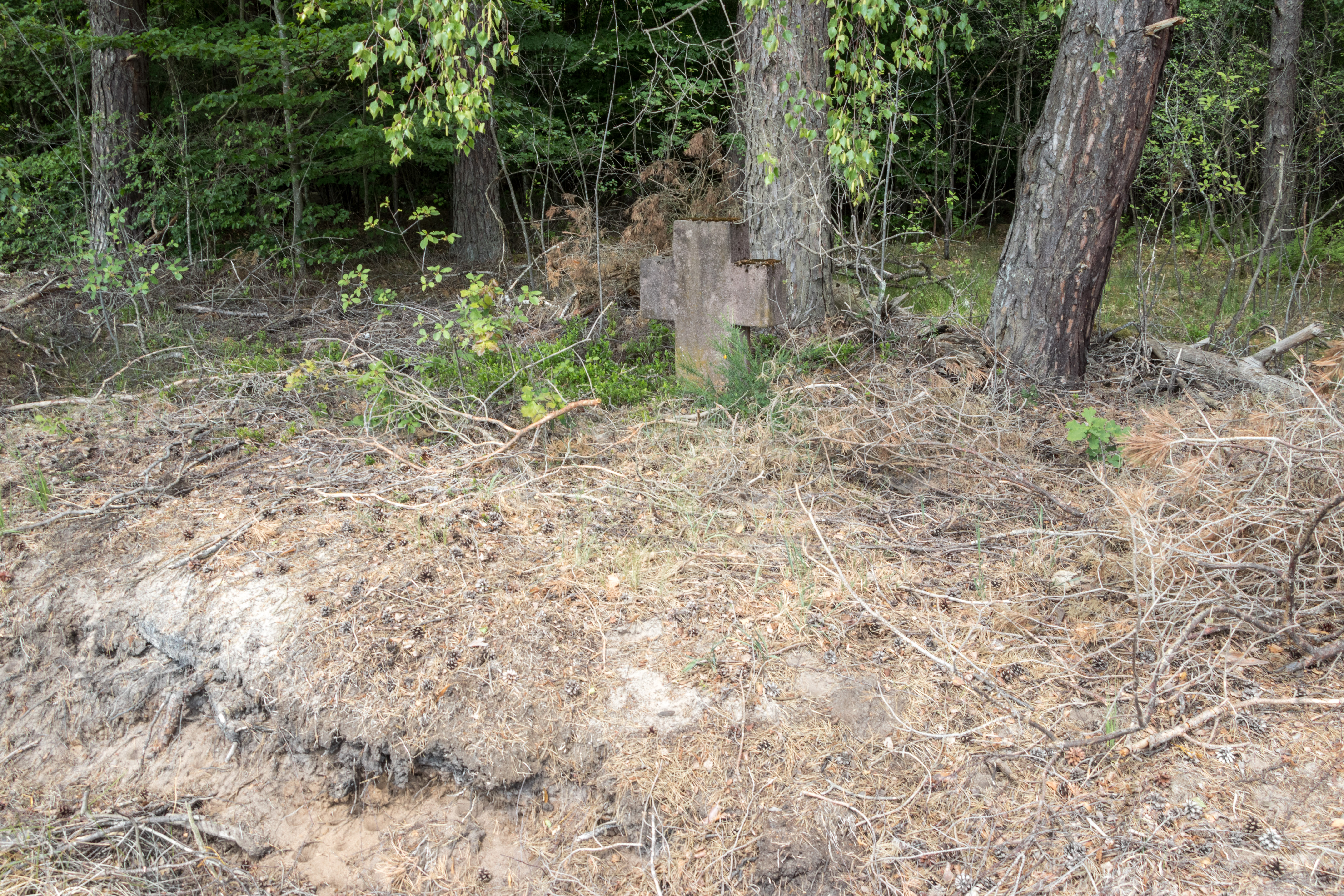
Blick auf den Standort

Das Kleindenkmal befindet sich etwa 750 Meter nordöstlich von Wallesau. Es steht dort am Waldrand in der Flur „In der Heide“.
Das Steinkreuz in lateinischer Form besteht aus rötlichem Sandstein, ist kaum verwittert und hat die Abmessungen 88 × 76 × 19 cm. Vor- und Rückseite sind glatt und es befinden sich keine Einritzungen oder Reliefs auf dem Kreuz. Das Kreuz ist das nachkriegszeitliche Replikat eines abgängigen, historischen Sühnekreuzes. Es wurde von seinem weiter westlich gelegenen ursprünglichen Standort hierher versetzt.

## Geschichte
Über den Zeitpunkt der Entstehung ist nichts bekannt. 
Sage 1:
Die drei Kreuze bei Wallesau hätten angeblich einen Zusammenhang und wären miteinander errichtet worden. Folgendes Geschehen soll zugrunde liegen. Dereinst seien drei Burschen derartig verfeindet gewesen, dass sie mit Knüppeln aufeinander einschlugen. Der erste sank tödlich getroffen danieder, wo das Steinkreuz am Weg zum Steiner-Weiher (Baudenkmal, D-5-76-143-207) steht. Der zweite endete am Wege nach Eckersmühlen, in der Nähe des heutigen Standorts des Kreuzes. Der dritte Bursche erlag seinen Verletzungen am alten Weg von Wallesau nach Roth, dem sogenannten Reisweg. Dieses Kreuz ist heute abgängig. 
Sage 2:
Diese Sage berichtet von drei Rittersleuten, die sich auf der Wallesauer Flur gegenseitig mit dem Schwert umgebracht haben sollen.
Sage 3: 
Im Wald zwischen Heideck und Wallesau soll ein junger Mann Anfang des 17. Jahrhunderts erstochen worden sein, was zwei Burschen angelastet worden war, die denn auch gefangen und dem Heidecker Richter Ramspeck vorgeführt wurden.